# Dunira scitula
Dunira scitula là một loài bướm đêm trong họ Erebidae.